# Miss Tocantins BE Emotion 2018
Miss Tocantins BE Emotion 2018 foi a 27ª edição do tradicional concurso de beleza de Miss Tocantins BE Emotion, válido para a disputa de Miss Brasil BE Emotion 2018. O concurso que elegeu a representante de Porto Nacional, Tatiele Rodrigues  foi realizado no dia 25 de abril de 2018 no Espaço de Eventos "Ahãdu", localizado em Palmas. Comandado pelos empresários Raffael Rodrigues e Lilian Moraes, o certame conseguiu reunir seis (6) candidatas  disputando o título que pertencia à Miss Tocantins BE Emotion 2017 Islane Machado, que não compareceu ao evento para coroar sua sucessora  devido à sua estreia nas passarelas na São Paulo Fashion Week 2018.

## Resultados

### Colocações
| Posição   | Município & Candidata                |
| Vencedora | - Porto Nacional - Tatiele Rodrigues |
| 2º. Lugar | - Palmas - Marina Cerqueira          |
| 3º. Lugar | - Gurupi - Lorena Araújo             |

## Jurados

### Final
Avaliaram as candidatas:
1. Gleybson Ruan, hair stylist;
2. Drª. Raísa Botelho, odontóloga;
3. Higor Lira, Mister Tocantins 2018;
4. Drº. Ícaro Samuel, cirurgião plástico;
5. Braz Simplício, consultor de moda;
6. Jaciara Barros, colunista social;
7. Virgínia Marçal, decoradora;

## Candidatas
Disputaram o título este ano:
- Colinas do Tocantins - Thainá Luiza
  - 20 anos / 1.71m de altura
- Gurupi - Lorena Araújo
  - 18 anos / 1.77m de altura
- Lagoa da Confusão - Nicole Amorim
  - 18 anos / 1.72m de altura
- Palmas - Marina Cerqueira
  - 23 anos / 1.80m de altura
- Pedro Afonso - Kimberly Rhafaella
  - 20 anos / 1.68m de altura
- Porto Nacional - Tatiele Rodrigues [8]
  - 19 anos / 1.68m de altura